# Пуерто-Вальярта (аеропорт)

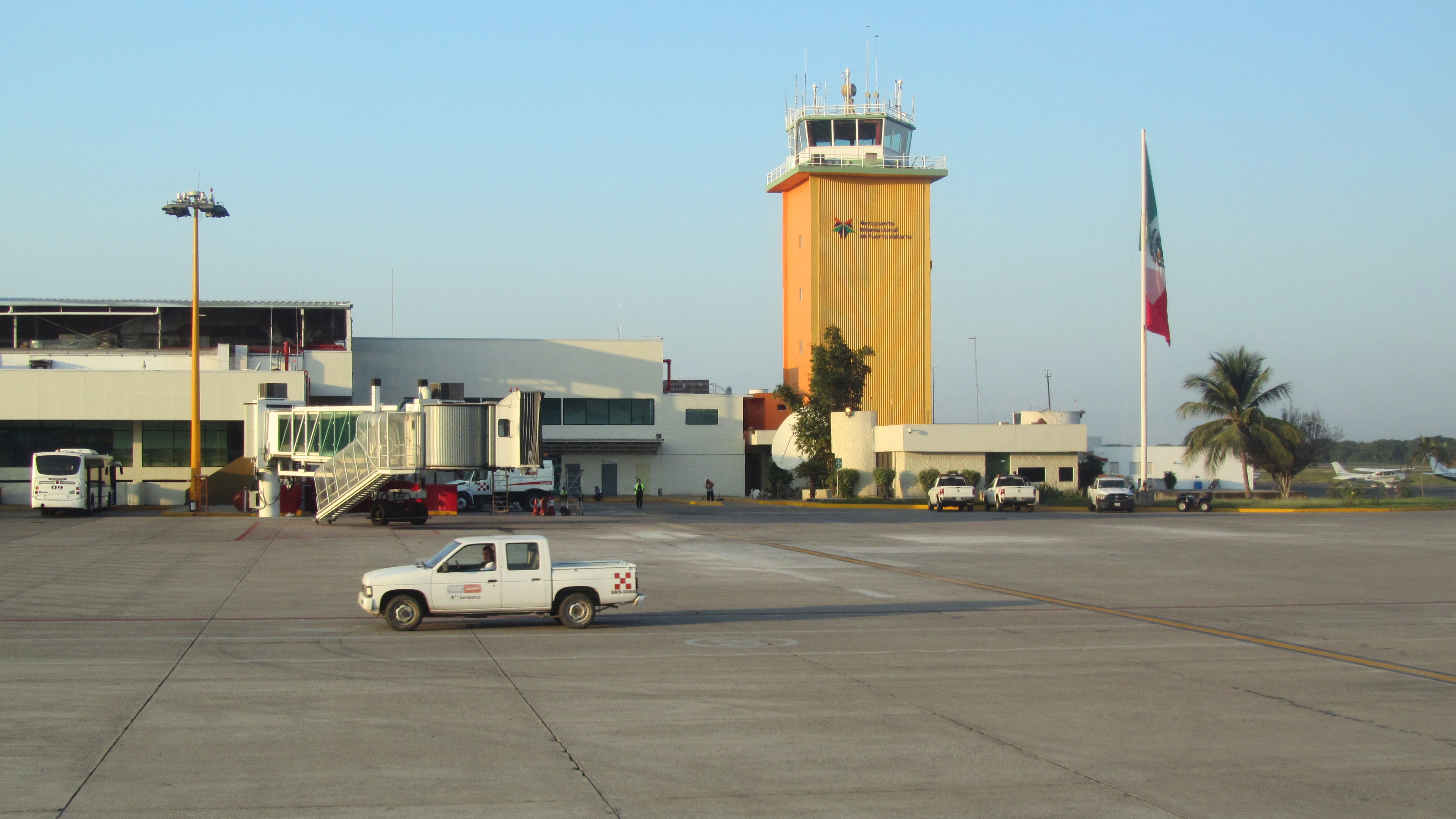

Міжнародний аеропорт Пуерто-Вальярта імені Густаво Діаса Ордаса (IATA: PVR, ICAO: MMPR) — комерційний аеропорт, розташований у місті Пуерто-Вальярта, штат Халіско, Мексика. Порт обслуговує внутрішні і міжнародні рейси міста та сусідніх населених пунктів.
За даними статистики, 2009 року послугами аеропорту скористалося 2 654 300 осіб, при цьому обсяг пасажирських перевезень в аеропорту впав, порівняно з попереднім роком (3 280 700 осіб).

## Загальні відомості
Міжнародний аеропорт імені Густаво Діаса Ордаса розташований за 7,5 км на північний схід від міста Пуерто-Вальярта (штат Халіско) і за 10 км від Нуево-Вальярти, що перебуває в складі муніципалітету Баїя-де-Бандерас іншого мексиканського штату Наярит.
Аеропорт має дві будівлі пасажирських терміналів: основну, призначену для обслуговування комерційної авіації, і додаткову для обслуговування рейсів авіації загального призначення та роботи наземних служб FBO-оператора «Servicios Aéreos Corporativos».
Міжнародний аеропорт імені Густаво Діас Ордаса експлуатує одну злітно-посадкову смугу 04/22 розмірами 3100 м у довжину і 45 м у ширину з бетонним покриттям, призначену для пасажирських, вантажних, військових повітряних суден і літаків авіації загального призначення.
Пропускна здатність ЗПС становить 40 операцій злетів та посадок на годину. Зона головного терміналу містить 15 виходів на посадку (гейтів), 7 з яких обладнані телескопічними трапами, решта 8 є віддаленими виходами. В терміналі авіації загального призначення знаходяться 18 невеликих виходів, при цьому п'ять з них є контактними.
Аеропорт отримав назву на честь колишнього президента Мексики Густаво Діаса Ордаса.

## Статистика головних напрямів
| Місце | Аеропорт                                  | Пасажирів |
| ----- | ----------------------------------------- | --------- |
| 1     | Міжнародний аеропорт Лос-Анджелеса        | 113 841   |
| 2     | Міжнародний аеропорт Фінікс — Скай-Гарбор | 96 151    |
| 3     | Аеропорт Г'юстон Інтерконтинентал         | 95 830    |
| 4     | Міжнародний аеропорт Даллас/Форт-Верт     | 89 723    |
| 5     | Міжнародний аеропорт Сан-Франциско        | 88 482    |
| 6     | Міжнародний аеропорт Чикаго імені О'Гари  | 66 423    |
| 7     | Міжнародний аеропорт Денвер               | 50 243    |
| 8     | Міжнародний аеропорт Міннеаполіс/Сент-Пол | 33 801    |
| 9     | Міжнародний аеропорт Сіетл — Такома       | 29 131    |
| 10    | Міжнародний аеропорт Калгарі              | 27 426    |

## Авіакомпанії та пункти призначення
| Авіакомпанія                                    | Пункт призначення | Зала |
| ----------------------------------------------- | --- | ---- |
| Aéreo Calafia                                   | Кабо-Сан-Лукас, Кульякан, Масатлан | A    |
| Aeroméxico                                      | Мехіко, Нью-Йорк (JFK) | A    |
| Aeroméxico Connect                              | Гвадалахара, Мехіко, Монтеррей | B    |
| Air Canada                                      | Калгарі, Монреаль (Трюдо), Торонто (Пірсон), Ванкувер (всесезонні) | B    |
| Air Transat                                     | Калгарі, Едмонтон, Монреаль (Трюдо), Оттава, Торонто (Пірсон), Ванкувер | B    |
| Alaska Airlines                                 | Лос-Анджелес, Портленд (Орегон), Сан-Франциско, Сіетл/Такома | B    |
| American Airlines                               | Чикаго О'Хара (сезонний), Даллас/Форт-Верт | B    |
| CanJet Airlines                                 | Абботсфорд, Калгарі, Комокс, Едмонтон, Келоуна, Монреаль (Трюдо), Реджайна, Торонто (Пірсон), Ванкувер, Вікторія (всесезонні) | B    |
| Continental Airlines                            | Г'юстон Інтерконтинентал, Ньюарк Ліберті | B    |
| Continental Express виконує ExpressJet Airlines | Г'юстон Інтерконтинентал | B    |
| Delta Air Lines                                 | Атланта, Детройт (сезонні) Лос-Анджелес (сезонний), Міннеаполіс/Сент-Пол (сезонний), Нью-Йорк (JFK), Солт-Лейк-Сіті | B    |
| Delta Connection виконує SkyWest Airlines       | Солт-Лейк-Сіті | B    |
| Enerjet                                         | Ванкувер | B    |
| Frontier Airlines                               | Денвер, Канзас-Сіті (сезонний) | B    |
| Interjet                                        | Мехіко, Толука | A    |
| Magnicharters                                   | Мехіко, Монтеррей, Сан-Хосе-дель-Кабо | A    |
| Mexicana                                        | Чикаго О'Гара, Лос-Анджелес, Сан-Франциско | B    |
| MexicanaClick                                   | Мехіко | A    |
| MexicanaLink                                    | Гвадалахара | A    |
| Skyservice                                      | Оттава, Саскатун, Торонто (Пірсон) | B    |
| Sun Country Airlines                            | Міннеаполіс/Сент-Пол (сезонний) | B    |
| Sunwing Airlines                                | Калгарі, Едмонтон, Монреаль (Трюдо), Торонто (Пірсон), Ванкувер (всесезонні) | B    |
| United Airlines                                 | Чикаго О'Гара, Денвер, Лос-Анджелес, Сан-Франциско | B    |
| US Airways                                      | Фінікс/Скай-Гарбор | B    |
| US Airways Express виконує Mesa Airlines        | Фінікс/Скай-Гарбор | B    |
| USA3000 Airlines                                | Чикаго О'Гара, Сент-Луїс (всесезонні) | B    |
| Viva Aerobus                                    | Монтеррей, Гвадалахара | A    |
| Volaris                                         | Тіхуана | A    |
| WestJet                                         | Ебботсфорд (сезонний), Калгарі, Комокс (сезонний), Едмонтон, Келоуна (сезонний), Принс-Джордж (сезонний), Реджайна (сезонний), Саскатун (сезонний), Торонто Пірсон (сезонний, початок польотів 7 травня 2010 року), Ванкувер, Вікторія (сезонний), Вінніпег (сезонний) | B    |

### Чартерні авіакомпанії
| Авіакомпанія      | Пункт призначення                                               |
| ----------------- | --------------------------------------------------------------- |
| Aeroméxico Travel | Мехіко                                                          |
| AirTran Airways   | Мілвокі (сезонний)                                              |
| Skyservice        | Калгарі, Едмонтон, Оттава, Торонто (Пірсон), Ванкувер, Вінніпег |

## Авіаподії і нещасні випадки
- 31 січня 2000 року, рейс 261 Пуерто-Вальярта (Мексика)—Сан-Франциско (Каліфорнія) авіакомпанії Alaska Airlines. Літак MD-83 (реєстраційний номер N963AS) під час спроби здійснити аварійну посадку в Міжнародному аеропорту Лос-Анджелес впав в океан поблизу населеного пункту Пойнт-Мугу (штат Каліфорнія). Загинули всі 88 осіб на борту. Проведене комісією Національного агентства з безпеки на транспорті США розслідування показало, що протягом останніх 11 хвилин польоту пілоти намагалися впоратися з заклиненим кермом горизонтального стабілізатора, який відмовив внаслідок недостатнього змащення гвинтового домкрата стабілізатора. Екіпаж скерував лайнер на аварійну посадку в аеропорт Лос-Анджелеса, проте, під час зниження літак увійшов в некерований штопор і в перевернутому положенні впав в океан. Ця катастрофа разом з інцидентом авіакомпанії ValuJet стала причиною серйозного посилення наглядової діяльності за технічним обслуговуванням літаків усіх авіакомпаній Сполучених Штатів[2].